# Král (šachy)
|   | a | b | c | d | e | f | g | h |   |
| 8 | c6 černý křížek · d6 černý křížek · e6 černý křížek · c5 černý křížek · d5 bílý král · e5 černý křížek · c4 černý křížek · d4 černý křížek · e4 černý křížek | c6 černý křížek · d6 černý křížek · e6 černý křížek · c5 černý křížek · d5 bílý král · e5 černý křížek · c4 černý křížek · d4 černý křížek · e4 černý křížek | c6 černý křížek · d6 černý křížek · e6 černý křížek · c5 černý křížek · d5 bílý král · e5 černý křížek · c4 černý křížek · d4 černý křížek · e4 černý křížek | c6 černý křížek · d6 černý křížek · e6 černý křížek · c5 černý křížek · d5 bílý král · e5 černý křížek · c4 černý křížek · d4 černý křížek · e4 černý křížek | c6 černý křížek · d6 černý křížek · e6 černý křížek · c5 černý křížek · d5 bílý král · e5 černý křížek · c4 černý křížek · d4 černý křížek · e4 černý křížek | c6 černý křížek · d6 černý křížek · e6 černý křížek · c5 černý křížek · d5 bílý král · e5 černý křížek · c4 černý křížek · d4 černý křížek · e4 černý křížek | c6 černý křížek · d6 černý křížek · e6 černý křížek · c5 černý křížek · d5 bílý král · e5 černý křížek · c4 černý křížek · d4 černý křížek · e4 černý křížek | c6 černý křížek · d6 černý křížek · e6 černý křížek · c5 černý křížek · d5 bílý král · e5 černý křížek · c4 černý křížek · d4 černý křížek · e4 černý křížek | 8 |
| 7 | c6 černý křížek · d6 černý křížek · e6 černý křížek · c5 černý křížek · d5 bílý král · e5 černý křížek · c4 černý křížek · d4 černý křížek · e4 černý křížek | c6 černý křížek · d6 černý křížek · e6 černý křížek · c5 černý křížek · d5 bílý král · e5 černý křížek · c4 černý křížek · d4 černý křížek · e4 černý křížek | c6 černý křížek · d6 černý křížek · e6 černý křížek · c5 černý křížek · d5 bílý král · e5 černý křížek · c4 černý křížek · d4 černý křížek · e4 černý křížek | c6 černý křížek · d6 černý křížek · e6 černý křížek · c5 černý křížek · d5 bílý král · e5 černý křížek · c4 černý křížek · d4 černý křížek · e4 černý křížek | c6 černý křížek · d6 černý křížek · e6 černý křížek · c5 černý křížek · d5 bílý král · e5 černý křížek · c4 černý křížek · d4 černý křížek · e4 černý křížek | c6 černý křížek · d6 černý křížek · e6 černý křížek · c5 černý křížek · d5 bílý král · e5 černý křížek · c4 černý křížek · d4 černý křížek · e4 černý křížek | c6 černý křížek · d6 černý křížek · e6 černý křížek · c5 černý křížek · d5 bílý král · e5 černý křížek · c4 černý křížek · d4 černý křížek · e4 černý křížek | c6 černý křížek · d6 černý křížek · e6 černý křížek · c5 černý křížek · d5 bílý král · e5 černý křížek · c4 černý křížek · d4 černý křížek · e4 černý křížek | 7 |
| 6 | c6 černý křížek · d6 černý křížek · e6 černý křížek · c5 černý křížek · d5 bílý král · e5 černý křížek · c4 černý křížek · d4 černý křížek · e4 černý křížek | c6 černý křížek · d6 černý křížek · e6 černý křížek · c5 černý křížek · d5 bílý král · e5 černý křížek · c4 černý křížek · d4 černý křížek · e4 černý křížek | c6 černý křížek · d6 černý křížek · e6 černý křížek · c5 černý křížek · d5 bílý král · e5 černý křížek · c4 černý křížek · d4 černý křížek · e4 černý křížek | c6 černý křížek · d6 černý křížek · e6 černý křížek · c5 černý křížek · d5 bílý král · e5 černý křížek · c4 černý křížek · d4 černý křížek · e4 černý křížek | c6 černý křížek · d6 černý křížek · e6 černý křížek · c5 černý křížek · d5 bílý král · e5 černý křížek · c4 černý křížek · d4 černý křížek · e4 černý křížek | c6 černý křížek · d6 černý křížek · e6 černý křížek · c5 černý křížek · d5 bílý král · e5 černý křížek · c4 černý křížek · d4 černý křížek · e4 černý křížek | c6 černý křížek · d6 černý křížek · e6 černý křížek · c5 černý křížek · d5 bílý král · e5 černý křížek · c4 černý křížek · d4 černý křížek · e4 černý křížek | c6 černý křížek · d6 černý křížek · e6 černý křížek · c5 černý křížek · d5 bílý král · e5 černý křížek · c4 černý křížek · d4 černý křížek · e4 černý křížek | 6 |
| 5 | c6 černý křížek · d6 černý křížek · e6 černý křížek · c5 černý křížek · d5 bílý král · e5 černý křížek · c4 černý křížek · d4 černý křížek · e4 černý křížek | c6 černý křížek · d6 černý křížek · e6 černý křížek · c5 černý křížek · d5 bílý král · e5 černý křížek · c4 černý křížek · d4 černý křížek · e4 černý křížek | c6 černý křížek · d6 černý křížek · e6 černý křížek · c5 černý křížek · d5 bílý král · e5 černý křížek · c4 černý křížek · d4 černý křížek · e4 černý křížek | c6 černý křížek · d6 černý křížek · e6 černý křížek · c5 černý křížek · d5 bílý král · e5 černý křížek · c4 černý křížek · d4 černý křížek · e4 černý křížek | c6 černý křížek · d6 černý křížek · e6 černý křížek · c5 černý křížek · d5 bílý král · e5 černý křížek · c4 černý křížek · d4 černý křížek · e4 černý křížek | c6 černý křížek · d6 černý křížek · e6 černý křížek · c5 černý křížek · d5 bílý král · e5 černý křížek · c4 černý křížek · d4 černý křížek · e4 černý křížek | c6 černý křížek · d6 černý křížek · e6 černý křížek · c5 černý křížek · d5 bílý král · e5 černý křížek · c4 černý křížek · d4 černý křížek · e4 černý křížek | c6 černý křížek · d6 černý křížek · e6 černý křížek · c5 černý křížek · d5 bílý král · e5 černý křížek · c4 černý křížek · d4 černý křížek · e4 černý křížek | 5 |
| 4 | c6 černý křížek · d6 černý křížek · e6 černý křížek · c5 černý křížek · d5 bílý král · e5 černý křížek · c4 černý křížek · d4 černý křížek · e4 černý křížek | c6 černý křížek · d6 černý křížek · e6 černý křížek · c5 černý křížek · d5 bílý král · e5 černý křížek · c4 černý křížek · d4 černý křížek · e4 černý křížek | c6 černý křížek · d6 černý křížek · e6 černý křížek · c5 černý křížek · d5 bílý král · e5 černý křížek · c4 černý křížek · d4 černý křížek · e4 černý křížek | c6 černý křížek · d6 černý křížek · e6 černý křížek · c5 černý křížek · d5 bílý král · e5 černý křížek · c4 černý křížek · d4 černý křížek · e4 černý křížek | c6 černý křížek · d6 černý křížek · e6 černý křížek · c5 černý křížek · d5 bílý král · e5 černý křížek · c4 černý křížek · d4 černý křížek · e4 černý křížek | c6 černý křížek · d6 černý křížek · e6 černý křížek · c5 černý křížek · d5 bílý král · e5 černý křížek · c4 černý křížek · d4 černý křížek · e4 černý křížek | c6 černý křížek · d6 černý křížek · e6 černý křížek · c5 černý křížek · d5 bílý král · e5 černý křížek · c4 černý křížek · d4 černý křížek · e4 černý křížek | c6 černý křížek · d6 černý křížek · e6 černý křížek · c5 černý křížek · d5 bílý král · e5 černý křížek · c4 černý křížek · d4 černý křížek · e4 černý křížek | 4 |
| 3 | c6 černý křížek · d6 černý křížek · e6 černý křížek · c5 černý křížek · d5 bílý král · e5 černý křížek · c4 černý křížek · d4 černý křížek · e4 černý křížek | c6 černý křížek · d6 černý křížek · e6 černý křížek · c5 černý křížek · d5 bílý král · e5 černý křížek · c4 černý křížek · d4 černý křížek · e4 černý křížek | c6 černý křížek · d6 černý křížek · e6 černý křížek · c5 černý křížek · d5 bílý král · e5 černý křížek · c4 černý křížek · d4 černý křížek · e4 černý křížek | c6 černý křížek · d6 černý křížek · e6 černý křížek · c5 černý křížek · d5 bílý král · e5 černý křížek · c4 černý křížek · d4 černý křížek · e4 černý křížek | c6 černý křížek · d6 černý křížek · e6 černý křížek · c5 černý křížek · d5 bílý král · e5 černý křížek · c4 černý křížek · d4 černý křížek · e4 černý křížek | c6 černý křížek · d6 černý křížek · e6 černý křížek · c5 černý křížek · d5 bílý král · e5 černý křížek · c4 černý křížek · d4 černý křížek · e4 černý křížek | c6 černý křížek · d6 černý křížek · e6 černý křížek · c5 černý křížek · d5 bílý král · e5 černý křížek · c4 černý křížek · d4 černý křížek · e4 černý křížek | c6 černý křížek · d6 černý křížek · e6 černý křížek · c5 černý křížek · d5 bílý král · e5 černý křížek · c4 černý křížek · d4 černý křížek · e4 černý křížek | 3 |
| 2 | c6 černý křížek · d6 černý křížek · e6 černý křížek · c5 černý křížek · d5 bílý král · e5 černý křížek · c4 černý křížek · d4 černý křížek · e4 černý křížek | c6 černý křížek · d6 černý křížek · e6 černý křížek · c5 černý křížek · d5 bílý král · e5 černý křížek · c4 černý křížek · d4 černý křížek · e4 černý křížek | c6 černý křížek · d6 černý křížek · e6 černý křížek · c5 černý křížek · d5 bílý král · e5 černý křížek · c4 černý křížek · d4 černý křížek · e4 černý křížek | c6 černý křížek · d6 černý křížek · e6 černý křížek · c5 černý křížek · d5 bílý král · e5 černý křížek · c4 černý křížek · d4 černý křížek · e4 černý křížek | c6 černý křížek · d6 černý křížek · e6 černý křížek · c5 černý křížek · d5 bílý král · e5 černý křížek · c4 černý křížek · d4 černý křížek · e4 černý křížek | c6 černý křížek · d6 černý křížek · e6 černý křížek · c5 černý křížek · d5 bílý král · e5 černý křížek · c4 černý křížek · d4 černý křížek · e4 černý křížek | c6 černý křížek · d6 černý křížek · e6 černý křížek · c5 černý křížek · d5 bílý král · e5 černý křížek · c4 černý křížek · d4 černý křížek · e4 černý křížek | c6 černý křížek · d6 černý křížek · e6 černý křížek · c5 černý křížek · d5 bílý král · e5 černý křížek · c4 černý křížek · d4 černý křížek · e4 černý křížek | 2 |
| 1 | c6 černý křížek · d6 černý křížek · e6 černý křížek · c5 černý křížek · d5 bílý král · e5 černý křížek · c4 černý křížek · d4 černý křížek · e4 černý křížek | c6 černý křížek · d6 černý křížek · e6 černý křížek · c5 černý křížek · d5 bílý král · e5 černý křížek · c4 černý křížek · d4 černý křížek · e4 černý křížek | c6 černý křížek · d6 černý křížek · e6 černý křížek · c5 černý křížek · d5 bílý král · e5 černý křížek · c4 černý křížek · d4 černý křížek · e4 černý křížek | c6 černý křížek · d6 černý křížek · e6 černý křížek · c5 černý křížek · d5 bílý král · e5 černý křížek · c4 černý křížek · d4 černý křížek · e4 černý křížek | c6 černý křížek · d6 černý křížek · e6 černý křížek · c5 černý křížek · d5 bílý král · e5 černý křížek · c4 černý křížek · d4 černý křížek · e4 černý křížek | c6 černý křížek · d6 černý křížek · e6 černý křížek · c5 černý křížek · d5 bílý král · e5 černý křížek · c4 černý křížek · d4 černý křížek · e4 černý křížek | c6 černý křížek · d6 černý křížek · e6 černý křížek · c5 černý křížek · d5 bílý král · e5 černý křížek · c4 černý křížek · d4 černý křížek · e4 černý křížek | c6 černý křížek · d6 černý křížek · e6 černý křížek · c5 černý křížek · d5 bílý král · e5 černý křížek · c4 černý křížek · d4 černý křížek · e4 černý křížek | 1 |
|   | a | b | c | d | e | f | g | h |   |

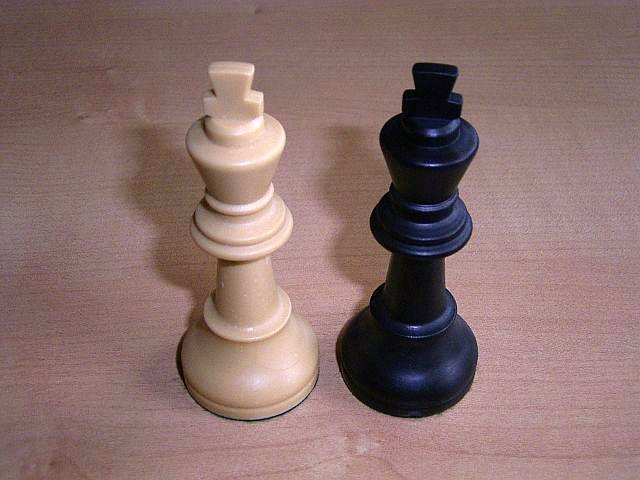
Bílý a černý král.

Král je nejdůležitější kámen v šachách, neboť smyslem hry je dát mat nepřátelskému králi. Ztráta této figury představuje ztrátu celé partie.

## Charakteristika
Král je schopen stejného pohybu jako Dáma (svisle, vodorovně a šikmo), avšak pouze o jedno pole na šachovnici a pokud by se svým tahem nedostal do šachu. Ovládá 3 (je-li v rohu) až 8 polí. Je to jediná figura, v kterou se nemůže proměnit pěšec (s výjimkou žravých šachů, kde to možné je).

### Šach, mat a pat
Jedná se o klíčový kámen, který nelze odstranit standardním způsobem. Pokud protihráč udělá krok, kde by dalším tahem mohl odstranit krále, pak se tato situace nazývá šach a hráč je povinen se z této situace dostat. To může provést tak, že krále posune do bezpečnějšího místa nebo může postavit mezi krále a kámen, který dostal krále do šachu, jiný kámen, případně může soupeřův kámen odstranit.
Situace, kdy se král dostává do šachu a není z něj cesty ven se, nazývá mat (nebo šachmat) a znamená to pád krále a konec hry, prohru toho, kdo mat dostal.
Tah, kdy by se král hráče, jenž tah provádí, dostal do šachu, je podle pravidel zakázaný, nemožný. V šachu naslepo či v bleskovém šachu však znamená prohru.
Sám král obvykle šach a mat dát nemůže, protože tím by se vlastně sám vystavil šachu, což je v rozporu s pravidly. Může se však stát, že po tahu králem vznikne odtažný šach či odtažný mat, král však i v tomto případě de facto pouze umožní šach či mat jiné figuře.
Situace, kdy král šachem ohrožen není, ale hráč nemá možnost žádného tahu v souladu s pravidly, se nazývá pat.

## Rošáda
Zvláštním případem tahu králem je rošáda. Jedná se o jakýsi dvoutah – král postoupí o dvě pole směrem k jedné z věží a příslušná věž ho přeskočí a postaví se vedle něj. Král (na rozdíl od věže) přitom při rošádě nesmí přejít přes protivníkem ovládané pole nebo je-li napaden (tedy v šachu). Tehdy vlastně rošáda není možná.

## Reprezentace v počítači
Ve znakové sadě Unicode je znak U+2654 pro bílého krále (♔) a znak U+265A pro černého krále (♚). Viz též článek Šachové symboly v Unicode.